# Музична історія
«Музична історія» (рос. «Музыкальная история») — російський радянський художній музичний фільм-комедія. Сталінська премія II ступеня.

## Зміст
Петя Говорков працює таксистом. У нього від природи чудовий голос, який оцінив його новий знайомий Василь Фомич, керівник оперних постановок в одному клубі. Петя повинен заспівати одну з головних ролей, але через конфлікти зі своєю дівчиною він не зміг гідно показати себе. Тепер Петі знадобиться багато сил, щоб розкрити свій талант публіці.

## Ролі
- Сергій Лемешев — Петя Говорков
- Зоя Федорова — Клава Білкина
- Ераст Гарін — Федір Терентійович Тараканов
- Микола Коновалов — Василь Хомич Македонський
- Анатолій Королькевич — Панков
- Сергій Філіппов — Бабашкін
- Анна Сергієва — Настенька
- Костянтин Сорокін — епізод

## Знімальна група
- Автор сценарію: Євген Петров, Георгій Мунбліт
- Режисер:
  - Олександр Івановський
  - Герберт Раппапорт
- Оператор: Аркадій Кольцатий
- Композитор: Дмитро Астраданцев
- Художник: Семен Мандель
- Монтаж: Н. Разумова
- Директор: Петро Подвальний

## Музика
У фільмі використані як народні пісні («Вдоль по улице метелица метёт», «Ах ты, душечка»), так і уривки з опер («Кармен» Бізе, «Князь Ігор» Бородіна, «Пікова дама» та «Євгеній Онегін» Чайковського, «Марта» Флотова, «Майська ніч» Римського-Корсакова).